# Rollingergrund-Belair Nord
Rollingergrund-Belair Nord (Luxemburgs: Rollengergronn-Belair Nord) is een stadsdeel van Luxemburg in het noordwesten van de stad. In 2001 woonden er 3372 mensen in de wijk.
Rollingergrund behoorde tot de gemeente Eich, tot het in 1849 een zelfstandige gemeente werd. In 1920 werd Rollingergrund samengevoegd met de hoofdstad. De voormalige gemeente vormt het grootste deel van het stadsdeel Rollingergrund-Belair Nord.
Beggen · Belair · Bonnevoie-Nord-Verlorenkost · Bonnevoie-Sud · Cents · Cessange · Clausen · Dommeldange · Eich · Gare · Gasperich · Grund · Hamm · Hollerich · Kirchberg · Limpertsberg · Merl · Muhlenbach · Neudorf-Weimershof · Pfaffenthal · Pulvermühl · Rollingergrund-Belair Nord · Ville-Haute (Bovenstad, centrum) · Weimerskirch